# Большесухоязовська сільська рада
Большесухоя́зовська сільська рада (рос. Большесухоязовский сельский совет) — муніципальне утворення у складі Мішкинського району Башкортостану, Росія. Адміністративний центр — присілок Большесухоязово.

## Населення
Населення — 1405 осіб (2019, 1647 в 2010, 1769 в 2002).

## Склад
До складу поселення входять такі населені пункти:
| Населений пункт           | Населення, осіб (2002) | Населення, осіб (2010) |
| ------------------------- | ---------------------- | ---------------------- |
| Большесухоязово, присілок | 702                    | 604                    |
| Курманаєво, присілок      | 434                    | 428                    |
| Сосновка, присілок        | 633                    | 615                    |